# Шче-2
Шче-2/Šče-2 , (рус. Ще-2) је лаки двомоторни, двоседи транспортни авион конструктора (рус. А.Я. Щербакова) направљен у Совјетском Савезу. Авион је први пут полетео 1942. године, и био је дрвене конструкције. Могао је да превезе 16 путника или 9 падобранаца или 11 носила са рањеницима или око 1.000 kg терета на раздаљину од 1.000 km.

## Пројектовање и развој
Уочи и почетком Другог светског рата у Совјетском ваздухопловству су као транспортни авиони коришћени ислужени бомбардери ТБ-3, путнички Ли-2 (лиценца Даглас DC-3) који су имали капацитет 2.000 до 5.000 kg и знатно мањи авиони По-2 и Р-5 капацитета око 400 kg. У то време није постојао авион за средње терете од 600 до 1.200 kg и радијуса 1.000 km, а такав је баш био потребан за економичан превоз авионских мотора у удаљене базе у близини фронтова. Због тога је А.Я. Щербаков самоиницијативно са својим пројектантским тимом у току 1941. године почео пројектовање авиона баш таквих карактеристика. С обзиром да је постојала оскудица алуминијума овај авион је направљен од дрвета. Авион је носио ознаку ТС-1(рус. транспортный самолет). Прототип авиона је произведен у Заводу №482 у Москви и био је готов већ фебруара месеца 1942. године, а први пробни лет је обављен у току лета 1942. године. Сва испитивања су завршена у току лета 1943. године тако да је у августу месецу донета одлука о серијској производњи која је почела у октобру 1943. године у Авио заводу №47 у граду Чкалову. По вођи конструкторског тима авион је у оперативном коришћењу добио званичан назив Шче-2. Због изгледа који је асоцирао на друге авионе као да је авион представљао компилацију три неспојива авиона, посада и техничко особље су за овај авион у шали говорили: " има кљун авиона Ли-2 (путнички авион), труп авиона Пе-2 (обрушавајући бомбардер) а моторе од По-2 (школски авиона) и може да лети“. Авион је са леве стране имао пространа врата за унос кабастог терета. 

### Технички опис
Авион Шче-2 је био готово цео дрвене конструкције (изузев носача мотора) конструкција трупа је била дрвени монокок обложен оплатом од шперплоча, облик трупа је био облог попречног пресека, који се сужавао ка репу авиона. Са леве стране трупа налазила су се врата димензија 143 х 164 cm, за утовар терета коме није сметао ни положај крила. Крила која су се налазила на горњој страни трупа (високо крилац) су такође била дрвене конструкције пресвучена платном. На нападној ивици крила су се налазила причвршћена два радијална (звездаста) петоцилиндрична мотора ваздухом хлађена М-11Д снаге 85 kW односно 115 KS, који су били обложени Нака прстеном у циљу бољег хлађења мотора. Мотори нису били адекватни овом авиону, јер по прорачунима овом авиону су одговарали мотори снаге од 150 до 200KS али таквих у серијској производњи није било па се пројектант морао задовољити мотором који је уграђиван у авион По-2. Постојали су пројекти са три мотора и са два дизел-моторима али нису реализовани. Елисе које су погониле авион су биле вучне, двокраке, дрвене фиксног корака. Крила су била трапезастог облика са равно одсеченим крајевима а са по једном косом упорницом била су ослоњена на труп авиона.
Стајни трап авиона је био класичне конструкције фиксан (неувлачећи), предњи точкови су били од авиона Ил-2 и налазили су се у нивоу нападне ивице крила, амортизери на предњим точковима су били од авиона Ла-5 а задњи точак, такође фиксан се налазио испод репа авиона. На репу авиона се налазио хоризонтални стабилизатор са два вертикална стабилизатора и кормила правца који су били лоцирани на крајевима као код авиона Пе-2.

## Оперативно коришћење
Авион Шче-2 је произведен у 567 примерака у периоду од 1943. до 1946. године и нашао је широку примену током рата. Пре свега је коришћен за превоз терета, авионских мотора, крила ловаца, лакших противтенковских и противавионских топова. Поред тога авион је био оспособљен да превезе 16 путника или 9 падобранаца или 11 рањеника на носилима. Због своје економичности у експлоатацији коришћен је за обуку пилота бомбардера, њихову тренажу или за обуку навигатора. Због робусног стајног трапа, великих точкова великих закрилаца веома мале минималне брзине летења и кратких полетно слетних стаза овај авион је веома често коришћен за снабдевање и комуникацију са партизанским одредима у позадини непријатеља.
Авион Шче-2 се након рата користио за локални авио саобраћај у Совјетском Савезу док га није, у тој улози заменио Ан-2. Авион је коришћен такође и у пољопривреди за запрашивање и прихрањивање усева.

### Оперативно коришћење авиона Шче-2 у Југославији
Пет авиона Шче-2 је Југословенско ратно ваздухопловство добило 1945. године од Војног ваздухопловства Совјетског Савеза као војну помоћ. Авиони су коришћени као што је то било и у Совјетском Савезу за хитно достављање резервних делова авиона, превоз високих официра (ШАО-штапско авио одељење), за обуку падобранаца (Падобранска школа у Новом Саду), санитетске потребе и слично. Авиони су били у употреби све до 1952. године

## Земље које су користиле овај авион
- СССР
- Југославија
- Пољска